# Excelentísimo y Fidelísimo Brazo Militar de Cataluña
El Excelentísimo y Fidelísimo Brazo Militar de Cataluña fue una institución propia de la Edad Moderna de Cataluña fundada el 2 de junio de 1602 por el noble Onofre de Alentorn con la misión de congregar a toda la aristocracia militar catalana para influir en la política del Principado de Cataluña, en el seno de la Monarquía Hispánica. 
A diferencia del Brazo Militar, que solo se reunía cuando se celebraban cortes catalanas, la institución era de carácter permanente y tuvo un papel crucial para explicar el belicismo catalán del siglo XVII y principios del siglo XVIII, una posición que obtuvo gracias a las conferencias de los Tres Comunes de Cataluña mediante las cuales arrastró a los otros dos Comunes —Generalidad de Cataluña y Consejo de Ciento— hacia posiciones cada vez más beligerantes en la defensa de las constituciones catalanas. 
Abolido en 1714 tras la derrota austracista en la guerra de sucesión española, el intendente José Patiño lo definió en su informe ante el Consejo de Castilla de 1715 como «un congreso de todos los caballeros de Cataluña que se juntaban a su arbitrio, fuera de Cortes, y en cualquier tiempo», en tal manera que «de algunos años a esta parte, por descuido o tolerancia de los ministros, se había hecho formidable, y se entrometía en todas las materias de estado, publicándose celadores de la observancia de sus fueros». Para el historiador Francisco Morales el Brazo militar de Cataluña se convirtió en un contrapoder frente a la autoridad real, presentándose en materias de estado como defensores del sistema constitucional catalán con más fuerza incluso que la propia Generalidad. Fue restaurado, con un carácter meramente simbólico, en 1880, bajo en nombre de Cuerpo de la Nobleza de Barcelona (1880‑1919), y desde esa fecha hasta la actualidad como el Real Cuerpo de la Nobleza de Cataluña.

## Historia
En sus Ordinacions se configuraba el funcionamiento de la nueva institución y la ambición por influir en la política de Cataluña. La Junta de Oficiales era el organismo rector del Brazo militar y estaba formado por ocho miembros: el protector, el clavario, y seis consejeros, los cuales estaban asistidos por un síndico. Todos ellos tenían un mandato de dos años, siendo el Protector del Brazo su máxima autoridad. La aristocracia militar catalana era convocada en el Consejo Plenario, siendo sus resoluciones ejecutadas por los oficiales del Brazo.
Tras la guerra de Cataluña (1640-1659) la corona española había conseguido el control de Diputación del General y del Consejo de Ciento mediante las desinsaculaciones, esto es, la exclusión de todos aquellos que no fueran afectos al rey, de las listas de posibles candidatos en sendas instituciones. Pero el Brazo militar escapó de dicho control al ser sus oficiales escogidos ad aurem secret, impidiéndose así cualquier intervención del monarca. Para extender su poder de influencia el Brazo militar aceptó, a la par de los Nobles y de los Caballeros del Principado Cataluña, a los a Ciudadanos Honrados, engrosando sus listas de registro con miembros cada vez más radicalizados ante la imposibilidad de acceder a la Diputación del General o al Consejo de Ciento. 
El estado de guerra permanente en que vivieron los catalanes del siglo XVII —Guerra de Cataluña (1640-1659), Guerra de Devolución (1667–1668), Guerra franco-holandesa (1672-1678), y Guerra de los Nueve Años (1688-1697)— favoreció la ascendencia del Brazo militar en la política del Principado. A partir de esa fecha, el Brazo militar catalán impulsará la acción conjunta de las tres instituciones mediante la «Conferencia de los Tres Comunes», conferencia con la que conseguirá arrastrar tanto a la Diputación, como al Consejo de Ciento, a una confrontación abierta contra los crecientes atisbos de absolutismo por parte Felipe V, confrontación que acabó estallando con la rebelión de Cataluña y el inicio de la Guerra de Sucesión dentro de la propia España.